# Omurtag (Bulgaria)
Omurtag (in bulgaro Омуртаг?) è un comune bulgaro situato nella regione di Tărgovište di 32 877 abitanti (dati 2009). La sede comunale è nella località omonima.

## Località
Il comune è formato dall'insieme delle seguenti località:
- Omurtag (sede comunale)
- Belomorci
- Bălgaranovo
- Carevci
- Cerovište
- Černokapci
- Dolna Hubavka
- Dolno Kozarevo
- Dolno Novkovo
- Goljamo tsarkvište
- Gorna Hubavka
- Gorno Kozarevo
- Gorno Novkovo
- Gorsko selo
- Ilijno
- Kamburovo
- Kestenovo
- Kozma prezviter
- Krasnoselci
- Mogilec
- Obitel
- Panajot Hitovo
- Paničino
- Petrino
- Plăstina
- Ptičevo
- Pădarino
- Părvan
- Rosica
- Rătlina
- Stanec
- Tăpčileštovo
- Ugledno
- Velikdenče
- Velička
- Verenci
- Veselec
- Visok
- Vrani kon
- Zvezdica
- Zelena morava
- Zmejno
- Železari